# 法伊纳
法伊纳是巴西戈亚斯州的一个市镇。总面积1944.953平方公里，总人口6987人，人口密度3.6人/平方公里。